# Clethra acuminata
Clethra acuminata là một loài thực vật có hoa trong họ Clethraceae. Loài này được Michx. mô tả khoa học đầu tiên năm 1803.

## Hình ảnh

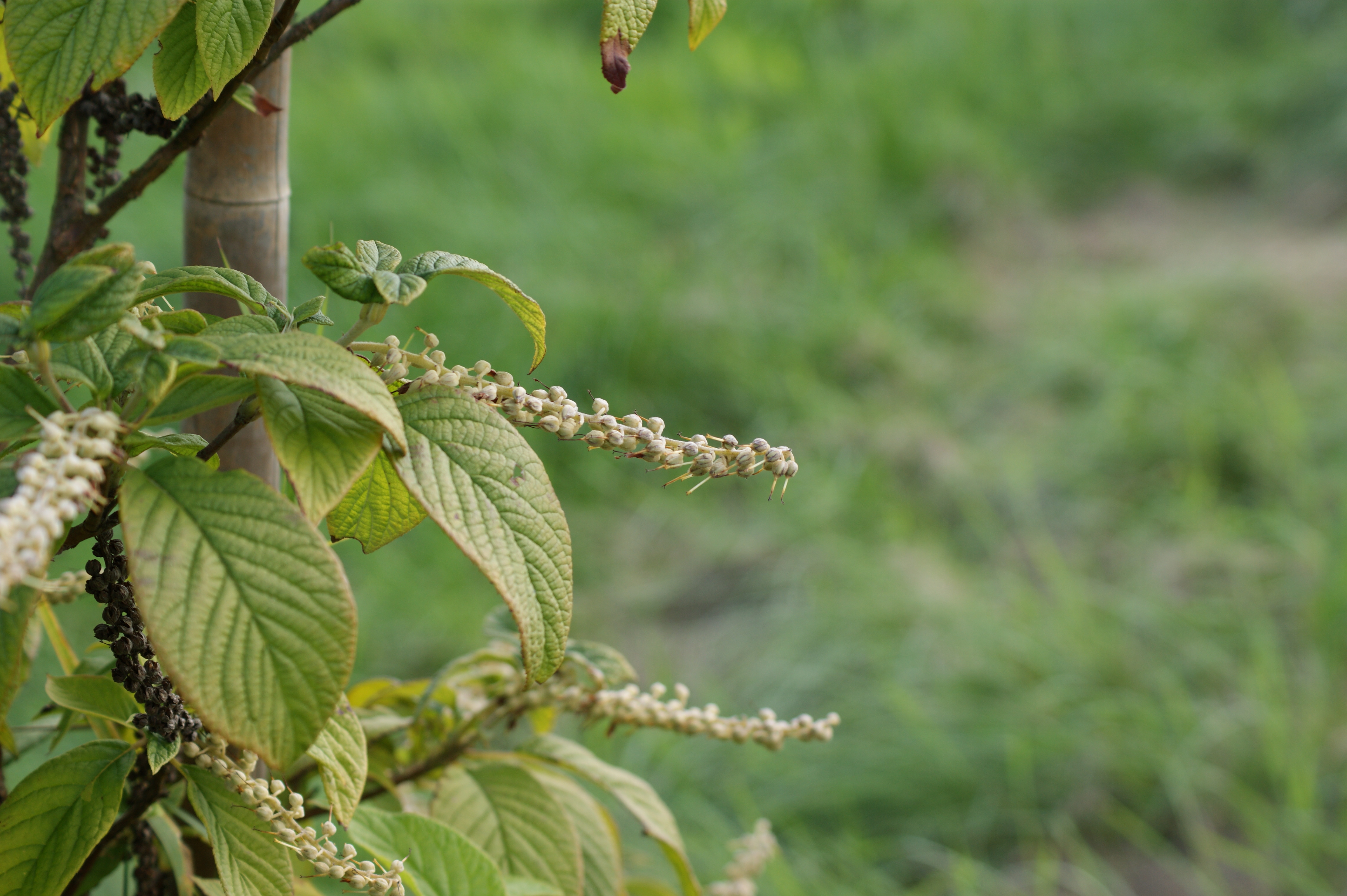